# Teatr Biuro Podróży
Teatr Biuro Podróży – poznański teatr offowy, istnieje od 1988 roku. Jego założycielem i reżyserem jest Paweł Szkotak.

## Historia
Teatr istnieje od 30 lat. Prezentował spektakle w 50 krajach, na sześciu kontynentach (Argentyna, Australia, Brazylia, Egipt, Indie, Iran, Izrael, Jordania, Korea Południowa, Kolumbia, Kuba, Liban, Meksyk, Palestyna, Rosja, Singapur, Tajwan, USA, większość krajów europejskich).
Teatr Biuro Podróży był uczestnikiem największych światowych festiwali teatralnych oraz laureatem prestiżowych nagród.

## Ważniejsze projekty

### Teatr bez barier: Liban, Kuba, Palestyna
Długofalowy projekt, którego celem jest prezentowanie prac Teatru Biuro Podróży w miejscach podwyższonego napięcia z przyczyn zarówno politycznych, jak i społecznych.
Ideą jest docieranie do miejsc, w których najczęściej taki rodzaj teatru i aktywności jest realizowany po raz pierwszy oraz zaangażowanie w niego lokalnych społeczności funkcjonujących poza nawiasem społecznej świadomości.
- BEJRUT-BOURJ EL BARAJNEH (2008) wyjazd do praktycznie niedostępnego dla obcokrajowców obozu uchodźców palestyńskich Bourj el Barajneh w Bejrucie. Na terenie obozu zorganizowano dwutygodniowy projekt oparty na współpracy z lokalną społecznością obozu zakończony prezentacją spektaklu „Carmen Funebre”.
- CAMAGUEY (2008) projekt teatralny i warsztatowy przeprowadzony w centralnej, zapomnianej przez turystów części Kuby oparty na współpracy z lokalnymi środowiskami artystycznymi. Rekonstrukcja scenografii i prezentacja spektaklu „Świniopolis”
- BETLEJEM-RAMALLAH-DŻENIN (2009) trasa po Zachodnim Brzegu ze spektaklem „Carmen Funebre”. Spotkania z lokalną społecznością oraz palestyńskimi artystami: wymiana doświadczeń i poglądów.

### Festiwal „MASKI”
Festiwal Teatralny “Maski” organizowany od 13 lat w Poznaniu przez Teatr Biuro Podróży. Festiwal o profilu społeczno-politycznym promuje zjawiska w dziedzinie teatru zaangażowanego, diagnozującego współczesne mechanizmy społeczne oraz opisującego aktualne wydarzenia.

### Warsztaty – Master Classes
Projekt o charakterze edukacyjnym, obejmujący warsztaty teatralne oraz “master classes”.
Cykle warsztatów teatralnych prowadzone są przez aktorów Teatru Biuro Podróży.
Polegają one na demonstracji i uczeniu technik teatralnych stosowanych przez Teatr Biuro Podróży. Organizowane i prowadzone były w USA, Wielkiej Brytanii, Irlandii, Iranie, Izraelu, Niemczech, Rosji, Białorusi, Ukrainie, Uzbekistanie, Libanie i Polsce.

### Planeta Lem
Spektakl „Planeta Lem” – wyprodukowany przez Teatr Biuro Podróży i Instytut Adama Mickiewicza – to projekt sztandarowy w ramach Zagranicznego Programu Kulturalnego Polskiej Prezydencji 2011.

## Realizacje
- Einmal is keinmal (1988)
- Łagodny koniec śmierci (1990)
- Giordano (1992)
- Carmen funebre (1994)
- Nie wszyscy są z nas (1997)
- Pijcie ocet, Panowie (1998)
- Selenauci (1999)
- Millennium Mystries (2000)
- Rękopis Alfonsa van Wordena (2001)
- Zaćmienie (2003)
- Świniopolis (2003)
- Makbet: Kim jest ten człowiek we krwi (2005)
- H of D (2007)
- Planeta Lem (2011)

## Nagrody
- 1989 rok – I nagroda na Ogólnopolskim Festiwalu Młodego Teatru START
- 1991 rok – nagroda Kapituły Miasta Poznania dla Pawła Szkotaka
- 1992 rok – I nagroda na Łódzkich Spotkaniach Teatralnych
- 1992 rok – nagroda za reżyserię spektaklu Giordano dla Pawła Szkotak
- 1992 rok – nagroda dla najlepszego aktora dla Andrzeja Rzepeckiego za rolę Giordana
- 1993 rok – Medal Młodej Sztuki dla Pawła Szkotaka
- 1995 rok – Fringe First na Międzynarodowym Festiwalu Teatralnym Fringe w Edynburgu
- 1995 rok – Critics’ Award na Międzynarodowym Festiwalu Teatralnym Fringe w Edynburgu
- 1996 rok – Medal Młodej Sztuki dla zespołu
- 1996 rok – Hamada Award na Międzynarodowym Festiwalu Teatralnym Fringe w Edynburgu
- 1996 rok – nagroda publiczności na Międzynarodowym Tygodniu Młodego Teatru w Erlangen w Niemczech
- 1998 rok – nagroda za reżyserie spektaklu Pijcie ocet, Panowie dla Pawła Szkotaka na Ogólnopolskim Festiwalu Komedii w Tarnowie
- 2001 rok – nagroda za scenografię do spektaklu Carmen Funebre na Międzynarodowym Festiwalu Teatru Eksperymentalnego w Kairze
- 2002 rok – Nagroda Ministra Spraw Zagranicznych
- 2002 rok – Nagroda Ministra Kultury
- 2004 rok – Nagroda International Theatre Institute Poland
- 2005 rok – Paszport Polityki dla Pawła Szkotaka
- 2005 rok – Nagroda za realizację motta Teatr dla wszystkich na 23 Fadjr Theatre Festiwal w Teheranie (spektakl Carmen Funebre)
- 2005 rok – Nagroda za najlepszy scenariusz do przedstawienia Świniopolis na Ogólnopolskim Festiwalu Komedii w Tarnowie
- 2008 rok – Nagroda reżyserska dla Pawła Szkotaka za spektakl Makbet: kim jest ten człowiek we krwi na Festiwalu Fadjr w Teheranie
- 2008 rok – Medale Gloria Artis dla Pawła Szkotaka, Marty Strzałko, Jarosława Siejkowskiego
- 2009 rok – główna nagroda dla Carmen Funebre na Festiwalu Teatrów Ulicznych w Atenach